# Jean Polonius
Xavier Labensky (en russe : Ксаверий Ксавериевич Лабенский), dit Jean Polonius, né en Pologne (alors sous domination russe) en 1790 et mort en 1855, est un diplomate et poète sujet de l'Empire russe, d'origine polonaise, d'expression française.
Entré dans la carrière diplomatique, il est d'abord attaché à l'ambassade de Russie à Londres, puis il est rappelé à Saint-Pétersbourg pour y exercer d'importantes fonctions à la Chancellerie impériale et au Conseil d'État. Il devient ensuite secrétaire en chef du ministre des Affaires étrangères, Karl Robert de Nesselrode.
Ne venant en France qu'épisodiquement, il choisit néanmoins le français comme sa langue d'expression poétique. Il publie en 1827 et 1829 deux recueils de poésies, suivis d'un troisième en 1840. D'abord élégiaques, ses poèmes prennent peu à peu un tour plus grave et plus philosophique, leur style évoquant pour les uns celui de Lamartine, pour les autres celui d'Alfred de Vigny. Ils sont appréciés, non sans quelques réserves, par Charles Asselineau et par Sainte-Beuve, qui leur consacrent plusieurs pages dans la Revue des deux Mondes.

## Œuvres
- Poésies, 1827
- Empédocle, vision poétique, suivie d'autres poésies, 1829
- Poésies nouvelles, 1829
- Érostrate, poème, 1840
- Un mot sur l’ouvrage de M. de Custine, intitulé « La Russie en 1839 », 1843